# Islam au Qatar

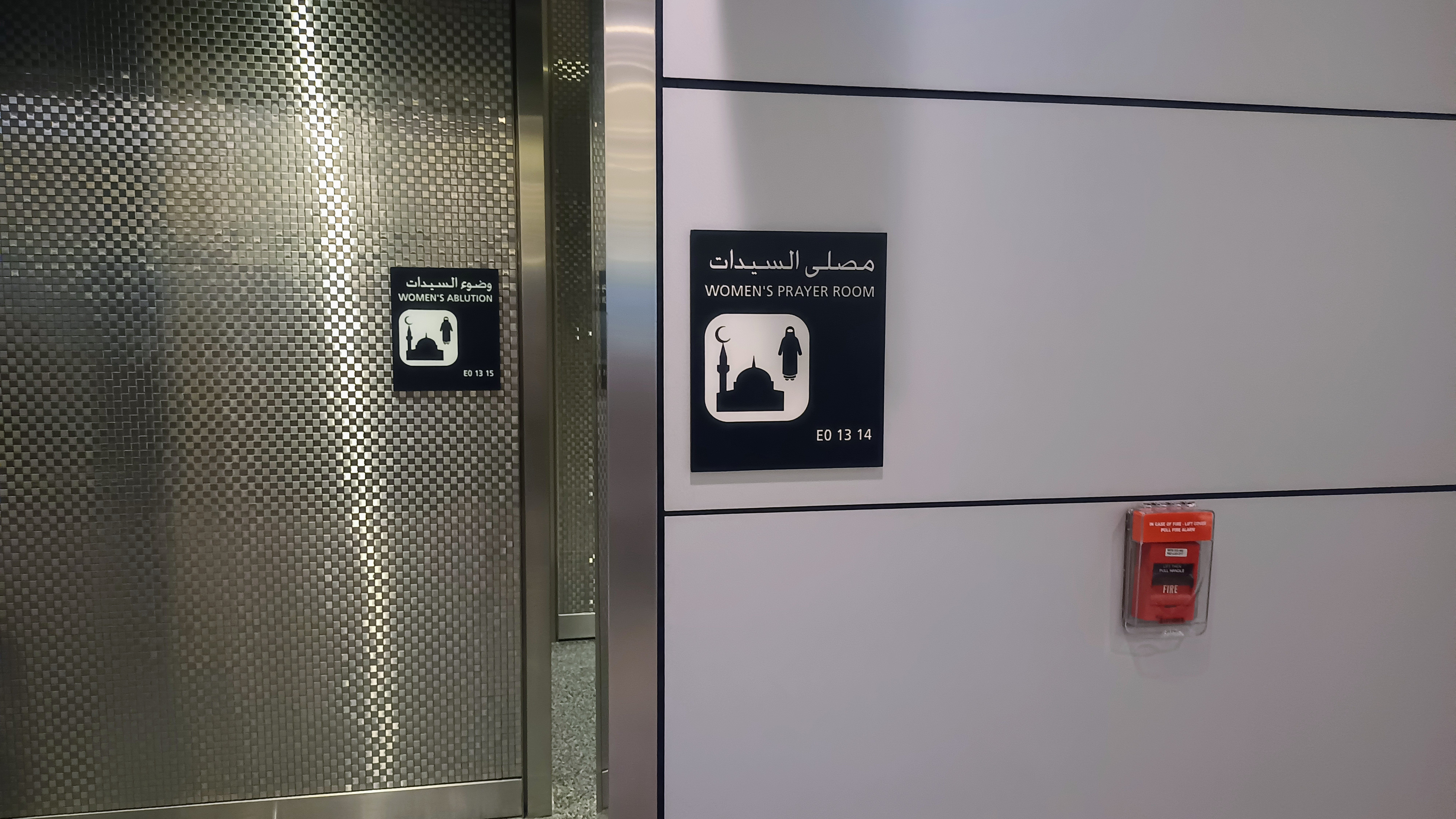
Salle de prière pour les femmes musulmanes comprenant des aménagements pour les ablutions à l'aéroport international Hamad, à Doha, au Qatar

Le Qatar est un pays très majoritairement musulman, où l'islam est religion d'État. C'est le seul État avec l'Arabie saoudite à vivre un islam d'obédience wahhabite.
Les Qataris sont tous musulmans ; le nombre plus ou moins élevé de travailleurs étrangers fait varier le pourcentage de musulmans dans la population du Qatar. Un recensement datant de 2004 estime que le Qatar comporte 77,5 % de musulmans et 8,5 % de chrétiens. La majorité des habitants du Qatar sont des travailleurs étrangers, provenant majoritairement des États-Unis et de l'Asie du Sud.

## Histoire
L'islam a conquis la région au VIIe siècle au cours des conflits liés à l'islamisation des tribus arabes païennes par Mahomet. La soumission des Qataris à l'islam à cette époque fut l'occasion pour le prophète de l'islam d'envoyer son premier représentant militaire à Munzir ibn Sawa Al Tamimi, le souverain de Bahreïn. En 628, ce représentant, Al Ala Al-Hadrami, invita le souverain à embrasser l'islam, pour étendre le pouvoir de Mahomet de la côte du Koweït au Sud du Qatar, incluant Al-Hasa et les îles de Bahreïn. Al-Mundhir accepta l'islam, et tous les habitants du Qatar devinrent musulmans.